# Stazione di Le Mans
La stazione di Le Mans (in francese Gare du Mans) è la principale stazione ferroviaria di Le Mans, Francia.